# 654
| [ Edytuj tabelę ]          |                                          |
| Cesarz Bizancjum           | - 641 Konstans II 668                    |
| Cesarz Chin                | - 649 Tang Gaozong 683                   |
| Król Deiry                 | - 651 Etelwald 655                       |
| Król Essexu                | - 653 Sigeberht II 660                   |
| Król Franków w Austrazji   | - 639 Sigebert III 656                   |
| Król Franków w Neustrii    | - 639 Chlodwig II 658                    |
| Cesarz Japonii             | - 645 Kōtoku 654                         |
| Kalif                      | - 644 Usman ibn Affan 656                |
| Król Kentu                 | - 640 Earconbert 664                     |
| Patriarcha Konstantynopola | - 654 Pyrrus I 654 - 654 Piotr 666       |
| Władca Korei               | - 642 Pojang 668                         |
| Król Longobardów           | - 653 Aripert I 661                      |
| Król Mercji                | - 626 Penda 655                          |
| Papież                     | - 649 Marcin I 655 - 654 Eugeniusz I 657 |
| Król Wizygotów             | - 649 Recceswint 672                     |

Rok 654 / DCLIV
stulecia: VI wiek ~
VII wiek ~
VIII wiek

lata: 644 «
649 «
650 «
651 «
652 «
653 «
654
» 655
» 656
» 657
» 658
» 659
» 664

## Wydarzenia
- 10 sierpnia – Eugeniusz I został wybrany na papieża.
- Cesarz bizantyjski Konstans II  przyznał tytuły imperialne synom: Konstatynowi, Tyberiuszowi i Herakliuszowi.
- Król wizygocki Recceswint zniósł w swoim królestwie odrębne prawa dla Gotów i "Rzymian".